# 布吕梅斯
布吕梅斯（法語：Brumetz）是法国皮卡第大区埃纳省的一个市镇，属于蒂耶里堡区讷伊圣弗龙县。该市镇2009年时的人口为213人。

## 人口
布吕梅斯人口变化图示
| 数据来源：INSEE |